# Isla Pearl
La isla Pearl  es una isla del archipiélago de las islas San Juan, situadas en el estrecho de Georgia. Pertenecen al Estado de Washington, Estados Unidos.
La isla posee un área de 0.151 km² y una población de 7 personas, según el censo de 2000. Se encuentra entre las islas San Juan y Henry. 